# Yahoo!
Yahoo! (транскр.  Јаху) је интернет претраживач, по многима највећи Гуглов конкурент. Основали су га 1994. године Дејвид Фајло (енгл. David Filo) и Џери Јанг (енгл. Jerry Yang).
Сматра се да Јаху има најпознатији бесплатан веб мејл (енгл. Web Mail).
Поред претраживања и веб мејла, Јаху нуди и:
Онлајн игрице (енгл. games)
Мапе (енгл. Y! Maps)
Спортске информације (енгл. Sport)
Музику (енгл. Music)
Персоналс (енгл. Personals)
Групе (енгл. Groups)
Шопинг (енгл. Shopping)
Мобајл веб (енгл. Mobile web)
Филмове (енгл. Movies)
Видео (енгл. Video)
Одговоре (енгл. Answers)
Јаху има и најпознатији месенџер (енгл. Yahoo! Messenger) (уз МСН (енгл. MSN) и Гугл ток (енгл. Google Talk), а претежно га користи млађа популацију, јер је визуелно привлачан и израђен у живим бојама.